# Andrea Chiuchich
Andrea Cristina Chiuchich de Ortíz (Buenos Aires, 24 aprile 1969) è un'ex schermitrice argentina.

## Palmarès
In carriera ha conseguito i seguenti risultati:
- Giochi panamericani:

L'Avana 1991: bronzo nel fioretto a squadre.